# Keskimmäinen Kivijärvi
Keskimmäinen Kivijärvi, Ylimmäinen Kivijärvi och Kivijärvi eller Kivijärvet är sjöar i Finland. De ligger i kommunen Enare i landskapet Lappland, i den norra delen av landet, 1 000 km norr om huvudstaden Helsingfors. Keskimmäinen Kivijärvi ligger 183 meter över havet. Arean är 58,4 hektar och strandlinjen är 6,88 kilometer lång. Sjön  ingår i Pasvik älvs huvudavrinningsområde. 